# Zelia spectabilis
Zelia spectabilis är en tvåvingeart som först beskrevs av Wulp 1891.  Zelia spectabilis ingår i släktet Zelia och familjen parasitflugor. Inga underarter finns listade i Catalogue of Life.